# Decelleria
Decelleria este un gen de molii din familia Lymantriinae.